# Ordaccent
Ordaccent eller tonal [ord]accent eller tonaccent (ibland omnämnt som accent; uttal: [ak'sɛnt]) är en form av accent, det vill säga betoning av en del av ett ord via tonhöjd, längd och/eller intensitet (ljudstyrka). Ordaccent förekommer i accentspråk, inklusive i svenska.

## Olika accenter
Ordaccent ska skiljas från satsaccent. Det förstnämnda syftar på olika sorts betoning i olika delar av ett ord. Det senare handlar om betoningen av ett visst ord i en sats. 
Ordaccenten bestämmer betoningsmönstret inom ett ord, det vill säga hur ordet ska betonas. Betoningsmönstret uttrycks typiskt genom röstens tonhöjd och styrka. Ordaccent skiljer sig från ordton huvudsakligen genom att ordaccent primärt utnyttjar relativ tonhöjd mellan olika stavelser inom ett ord, medan ordton i högre grad kan karakteriseras som en absolut tonhöjd, eller ett tonförlopp inom en enda stavelse. 
Ordaccenter liksom ordtoner kan i ett språks utveckling uppkomma under inflytande av konsonantljud som påverkar stämbandens läge, framför allt glottala och glottaliserade ljud. Själva konsonantljuden kan sedan ha försvunnit och ersatts av accenten som fonetiskt element.
I svenskan – som är ett accentspråk – skiljer man mellan akut och grav accent (även benämnda accent 1 och accent 2). I ord med grav accent finns både huvudbetoning och bibetoning.

## Accent i svenskan
Det svenska språket använder sig av kontrastiv ton i form av ordaccent. Exakt hur denna låter kan variera med dialekten, och på vissa håll har skillnaden helt försvunnit.
Akut accent (accent I, mager, hoppet, Forden, Fahlman) kallar man den ordaccent där röstens tonhöjd stiger en aning under uttalet av den ordstavelse som har huvudtryck. Eventuella övriga stavelser (som normalt följer därpå) uttalas med lägre tonhöjd relativt den huvudtrycksstavelsen nådde. Tryckförhållandet blir sådant att samtliga stavelser utöver huvudtrycksstavelsen får svagtryck. Samtliga enstaviga ord har denna ordaccent, liksom övriga ord med huvudbetoning på slutstavelsen.[källa behövs] Denna ordaccent är identisk med den enda i de flesta språk utan tonsystem, till exempel engelska.[källa behövs]
Grav accent (accent II, mage, hoppar, fordon, talman) kallar man den ordaccent där röstens tonhöjd sjunker under uttalet av den ordstavelse som har huvudtryck. Alla de ord som har grav accent har minst två stavelser. Någon av de stavelser som inte har huvudtrycket, och som är placerad efter huvudtrycksstavelsen, kommer vanligen på något sätt markeras av satsmelodin.
Accenterna har också kallats enstavighets- och tvåstavighetsaccent[källa behövs] eftersom de uttrycker en skillnad mellan tvåstaviga (stège, stège-n) och enstaviga ord (steg, stég-en). En helt förutsägbar förklaring ger dock inte de namnen. Böjningssuffix, i ord som hoppet, fisken, träden, gör alltså inte ord tvåstaviga i accenthänseende. Däremot har tvåstaviga, presensböjda verb med -ar i de flesta varianter av svenska accent 2 (grav): hoppar, räknar, talar (liksom -ar i pluralböjning: fiskar). Men verb med presensform på -er har i princip alltid accent 1 (akut): läser, springer.  Att de senare, närmast mot förmodan, har enstavighetsaccent kan ges en språkhistorisk förklaring,[källa behövs] men bidrar till att accentsystemet kan verka oförutsägbart för andraspråkstalare.
Fler till synes likvärdiga ord som uttalas olika: känsel (akut), pensel (grav), blåbär (akut), lingon (grav), saker (akut), vaser (grav).
I de nordiska språken förekommer uttalskillnaden mellan accent I och II på ungefär samma sätt i norskan, men isländskan har den inte. Danskan uttrycker en liknande skillnad med sin "danska stöt": ord som gaden (från gade, 'gata', tvåstavigt) utan stöt, ord som maden (från mad, 'mat', enstavigt) med stöt.

### Accenter i dialekter
Accenterna skiljer sig tydligt åt mellan olika dialekter, och på många sätt: i gotländska, sydsvenska och dalmål, så har ord med grav accent bara en tontopp. Melodin i Västsverige påminner om den i Stockholm, med en sjunkande ton på den första betonade stavelsen och sedan en låg ton fram till den sista betonade stavelsen, men skiljer sig på slutet av ordet, där tonen är stigande hela vägen från den sista betonade stavelsen, istället för att göra en andra sänkning. I norskan som talas runt Oslo börjas denna stigning direkt efter den första betonade stavelsen. I bergslagsmålen är melodin omvänd mot västsvenskan: stigande på första stavelsen, och sjunkande på andra. I sydsvenska dialekter markeras dock vanligen den andra betonade stavelsen istället för den sista: efter en stigning på den första sjunker melodin fram till att den andra börjas, och sedan hålls tonen konstant.
I nordiska dialekter förekommer förutom grav och akut accent också en eller flera cirkumflexa accenter, som även kallas 'bruten' eller 'tvåtoppig' accent.

### Exempel på minimala par i svenskan
| Ord            | Betydelse                                | Betydelse                                  |
| Ord            | Akut accent (accent I)                   | Grav accent (accent II)                    |
| -------------- | ---------------------------------------- | ------------------------------------------ |
| regel          | lag, förutsättning                       | låsanordning                               |
| tomten         | bestämd form av tomt                     | bestämd form av tomte                      |
| buren          | bestämd form av bur                      | perfekt particip singular utrum av bära    |
| anden          | bestämd form av and                      | bestämd form av ande                       |
| radar          | typ av spaningsutrustning                | presens indikativ aktivum av rada          |
| normen/norrmän | bestämd form av norm                     | obestämd form plural av norrman            |
| ljuden/juden   | bestämd form plural av ljud              | bestämd form av jude                       |
| dragen         | bestämd form plural av substantivet drag | perfekt particip singular utrum av dra     |
| slutet         | bestämd form av slut                     | perfekt particip singular neutrum av sluta |
| bona           | bestämd form plural av substantivet bo   | verb som betecknar en städningshandling    |

De minimala paren i svenskan är ofta bestämda former av substantiv som sammanfaller med varandra eller med någon av ett verbs perfekt particip-former. När det svenska verbsystemets personböjning försvann, försvann också ett ganska stort antal minimala par. Det var ändelsen för andra person plural, -en, som hade skapat minimala par med bestämda former av substantiv.
Dessutom kan samma kontrast uppstå mellan exempelvis verb plus pronomen och substantiv, vilket tillsammans med de talspråkliga uttalsreduktionerna är en förutsättning för ordlekarna nedan.
- Här har det gått en hare. (grav) – Har'e? (akut)
- Karl kan hämta kannan. (grav) – Kan'an? (akut)
- Där går Göran. (grav) – Gör'an? (akut)

## Etymologi
Ordet accent kommer från latinets accentus, med betydelsen 'ton', 'tonläge' eller 'betoning'. Det är bildat av ad ('till') och cantus ('sång'). Cantus kommer ursprungligen från verbet cano ('tona', 'sjunga').